# 26. ceremonia wręczenia nagród David di Donatello
26. ceremonia wręczenia włoskich nagród filmowych David di Donatello odbyła się 26 sierpnia 1981 roku w Teatro dell'Opera w Rzymie.

## Laureaci i nominowani
Laureaci nagród wyróżnieni są wytłuszczeniem.

### Najlepszy film
- Ricomincio da tre (reż. Massimo Troisi)
- Trzej bracia (tytuł oryg. Tre fratelli (reż. Francesco Rosi)
- Miłosna pasja (tytuł oryg. Passione d’amore, reż. Ettore Scola)

### Najlepszy reżyser
- Francesco Rosi – Trzej bracia (tytuł oryg. Tre fratelli)
- Luigi Comencini – Voltati Eugenio
- Ettore Scola – Miłosna pasja (tytuł oryg. Passione d’amore)

### Najlepszy reżyser zagraniczny
- Akira Kurosawa – Sobowtór

### Najlepszy scenariusz
- Tonino Guerra i Francesco Rosi – Trzej bracia (tytuł oryg. Tre fratelli)
- Ruggero Maccari i Ettore Scola – Miłosna pasja (tytuł oryg. Passione d’amore)
- Massimo Troisi i Anna Pavignano – Ricomincio da tre
- Jean Gruault – Wujaszek z Ameryki (tytuł oryg. Mon oncle d'Amérique)

### Najlepszy producent zagraniczny
- Hungaro Film – Vera Angi
- Francis Ford Coppola i George Lucas – Sobowtór

### Najlepszy producent
- Franco Committeri – Miłosna pasja (tytuł oryg. Passione d’amore)

### Najlepsza aktorka
- Mariangela Melato – Aiutami a sognare
- Valeria D’Obici – Miłosna pasja (tytuł oryg. Passione d’amore)
- Elena Fabrizi – Bianco, rosso e Verdone

### Najlepszy aktor
- Massimo Troisi – Ricomincio da tre
- Michele Placido – Trzej bracia (tytuł oryg. Tre fratelli)
- Carlo Verdone – Bianco, rosso e Verdone

### Najlepsza aktorka drugoplanowa
- Laura Antonelli – Miłosna pasja (tytuł oryg. Passione d’amore)

### Najlepszy aktor drugoplanowy
- Charles Vanel – Trzej bracia (tytuł oryg. Tre fratelli)
- Massimo Girotti – Miłosna pasja (tytuł oryg. Passione d’amore)

### Najlepszy aktor zagraniczny
- Burt Lancaster – Atlantic City (tytuł oryg. Atlantic City)

### Najlepsza aktorka zagraniczna
- Catherine Deneuve – Ostatnie metro (tytuł oryg. Le dernier métro)

### Najlepsze zdjęcia
- Pasqualino De Santis – Trzej bracia (tytuł oryg. Tre fratelli)

### Najlepsza scenografia
- Mario Garbuglia – Dama kameliowa (tytuł oryg. La storia vera della signora delle camelie)

### Najlepsze kostiumy
- Piero Tosi – Dama kameliowa (tytuł oryg. La storia vera della signora delle camelie)
- Gabriella Pescucci – Miłosna pasja (tytuł oryg. Passione d’amore)

### Najlepszy montaż
- Ruggero Mastroianni – Pokój hotelowy (tytuł oryg. Camera d'albergo)

### Nagroda David Luchino Visconti
- François Truffaut

### Nagroda David Europeo
- Krzysztof Zanussi